# Raffaele Saggio
Raffaele Saggio (Patti, 29 giugno 1905 – 2 dicembre 1966) è stato un politico italiano.